# Eningen unter Achalm

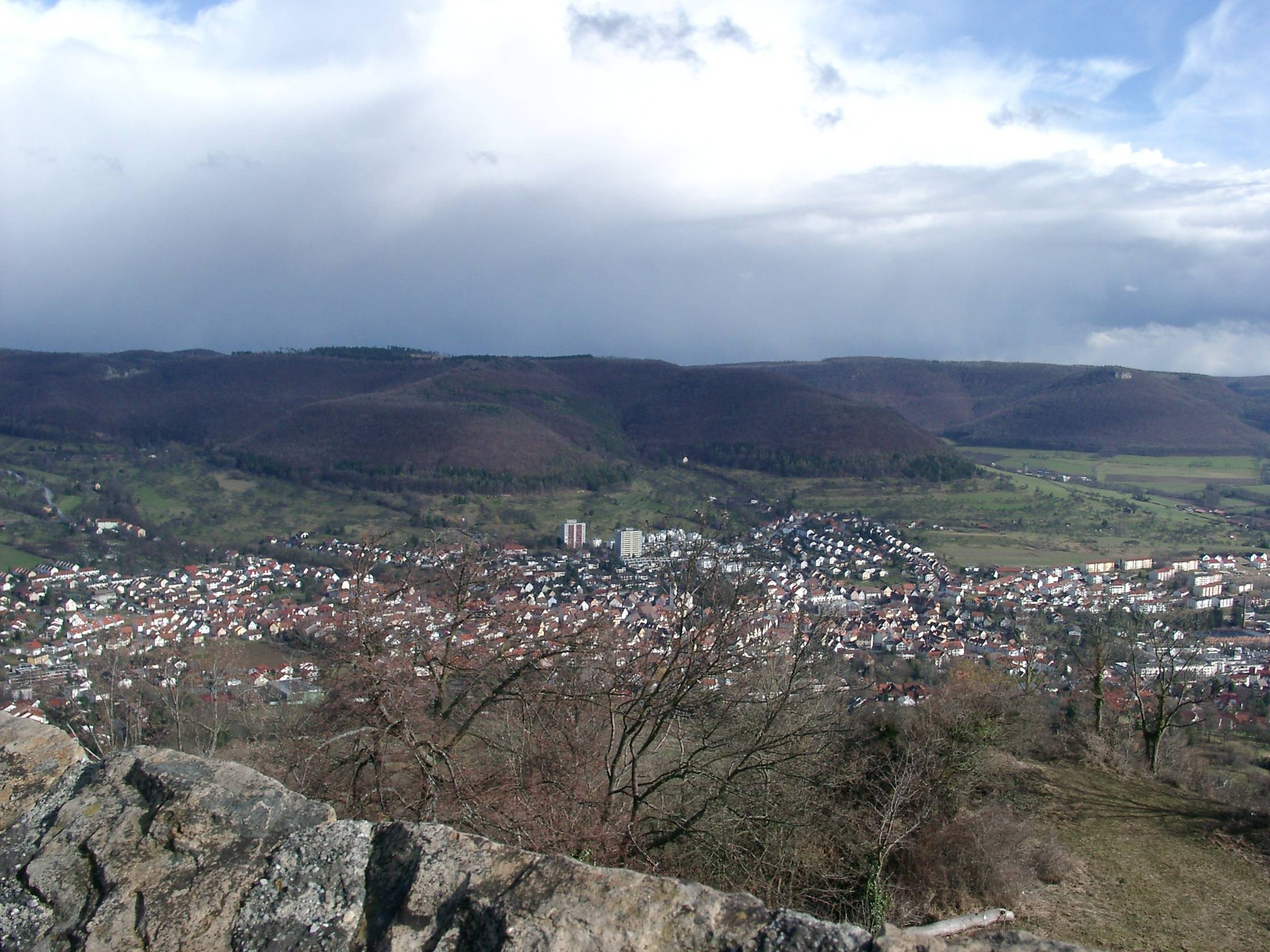
Panorama Eningen unter Achalm

Eningen unter Achalm – miejscowość i gmina w Niemczech, w kraju związkowym Badenia-Wirtembergia, w rejencji Tybinga, w regionie Neckar-Alb, w powiecie Reutlingen. Leży ok. 3 km na wschód od centrum Reutlingen.